# East Grand Forks
East Grand Forks è una città degli Stati Uniti d'America, situata in Minnesota, nella Contea di Polk.